# Юсуф (сура)
Ю́суф (араб. يوسف — Юсуф) — двенадцатая сура Корана. Сура мекканская.  Состоит из 111 аятов.

## Содержание
В первых аятах суры говорится о том, что пророк Юсуф (Иосиф) из-за заговора братьев попадает в рабство к купцам.
В суре сообщается, что упрямство и зависть могут привести большинство людей к неверию. В конце суры указывается на предшествовавших посланников, о том, как их народы относились к ним и как они в конце одерживали победу над грешными неверными. Всевышний подчеркнул, что в истории этих пророков — напоминание и поучение тем, кто обладает трезвым умом. Он ниспослан в подтверждение истинности ниспосланных Аллахом других, прежних Писаний, и как руководство и милосердие для тех, которые разумеют, верят и извлекают уроки из этих историй.
Отличительной чертой этой суры является то, что она содержит полную историю Юсуфа (Иосифа) и показывает, что любовь и особое отношение к отдельным членам семьи может возбудить зависть в других.

Алиф. Лам. Ра. Это – аяты ясного Писания. ۝ Воистину, Мы ниспослали его в виде Корана на арабском языке, чтобы вы могли понять его. ۝ Мы рассказываем тебе самое прекрасное повествование, внушая тебе в откровении этот Коран, хотя прежде ты был одним из тех, кто ничего не ведал об этом. ۝ Вот Йусуф (Иосиф) сказал своему отцу: "О мой отец! Я видел одиннадцать звёзд, солнце и луну. Я видел, как они поклонились мне". ۝ Он сказал: "О сын мой! Не рассказывай этот сон своим братьям, а не то они замыслят против тебя дурное. Воистину, сатана – явный враг человеку. ۝ Твой Господь изберёт тебя, научит тебя толковать сны и одарит совершенной милостью тебя и род Йакуба (Иакова), подобно тому, как ещё раньше Он одарил совершенной милостью твоих отцов Ибрахима (Авраама) и Исхака (Исаака). Воистину, твой Господь – Знающий, Мудрый".
— Коран 12:1—6 (Кулиев)